# قرن امعقبر

تعديل مصدري - تعديل

قرن امعقبر هي إحدى قرى عزلة جيشان بمديرية جيشان التابعة لمحافظة أبين، بلغ تعداد سكانها 32 نسمة حسب تعداد اليمن لعام 2004.